# 化粧惑星
化粧惑星（けしょうわくせい）とは、資生堂が子会社のオービットを通じて販売していた洗顔料・基礎化粧品・メーキャップ化粧品などのコンビニ化粧品のシリーズである。

## 概要
オービットは先だって「C/O」ブランドでコンビニ化粧品市場に参入するが商業的に失敗。全面リニューアルして発表したものが化粧惑星である。
基礎化粧品・メーキャップ化粧品のフルラインアップを発売していたが、ローソン以外は一部商品の取り扱いに限られた。大手コンビニチェーンの中で唯一セブン-イレブンのみ取り扱っておらず、代わりに自社独自コスメブランド「パラドゥ」を展開している。
2010年よりブランドを縮小、オンラインショップも2010年3月25日をもって閉鎖された。2011年9月以降、順次取扱店での販売を終了。

## 過去のイメージキャラクター
いずれも、インタビュー形式で「化粧惑星」を使用した感想などを述べている。
- 江角マキコ
- ともさかりえ
- 華原朋美
- 安西ひろこ
- 中島知子
- 松嶋尚美
- 青木さやか
- 工藤静香
- 遠山景織子
- デヴォン青木
- 小池栄子
- 広瀬光治
- 假屋崎省吾
- 香里奈
- 長谷川潤
- 太田在

## 豆知識
- 2006年4月18日から5月31日まで、おまけとしてサンリオのキャラクター、マイメロディ・クロミ・バクのマスコットが付属するキャンペーンを展開していた。
- 2002年頃、「ウォーカー」の名で男性用コンビニコスメも展開していた。現在は撤退。
- テレビ朝日で深夜に「惑星beau★beau」という当ブランド単独提供のトーク番組（司会・東野幸治）が放送されていた。